# Rúzs és New York
A Rúzs és New York (eredeti cím: Lipstick Jungle) 2008 és 2009 között bemutatott amerikai televíziós vígjáték-drámasorozat, melynek alapjául szolgáló könyvet a Szex és New York írója, Candace Bushnell írta, aki társproducere is a sorozatnak. Az első részt, azaz a pilotot  Gary Winick rendezte.

## Történet
Három gyermekkori barátnő mindennapjaiba nyerhetünk bepillantást, akik mostanra igazi New York-i karrierista nőkké váltak, ugyanis mindhármukat a metropolisz 50 legbefolyásosabb üzletasszonya között tartják számon. Közülük ketten, Wendy és Nico férjnél vannak, de cseppet sem felhőtlen a családi életük. Míg az egyedüli szingli, Victory, aki divattervező, éppen most bukott meg a legújabb őszi kollekciójával, így igen nagy visszalépést jelent számára, hogy újra a lakásában kénytelen irodát nyitni.

## Szereplők

### Főszereplők
- Brooke Shields – Wendy Healy, (magyar hangja: Németh Borbála) a Parador Pictures egykori elnöke
- Kim Raver – Nico Reilly, (magyar hangja: Orosz Anna) a Bonfire Magazin főszerkesztője
- Lindsay Price – Victory Ford, (magyar hangja: Haumann Petra) divattervező
- Paul Blackthorne – Shane Healy, (magyar hangja: Dózsa Zoltán) ír zeneszerző; Wendy férje
- Andrew McCarthy - Joe Bennett, (magyar hangja: Dányi Krisztián) milliárdos; Victory vőlegénye
- Robert Buckley – Kirby Atwood, fotós; Nico szeretője

### Mellékszereplők
- Rosie Perez - Dahlia
- Sarah Hyland - Maddie Healy, Wendy lánya
- Dylan Clark Marshall - Taylor Healy, Wendy fia
- David Alan Basche – Mike Harness
- David Norona – Salvador Rosa
- Matt Lauria – Roy Merritt; Victory személyi asszisztense
- James Lesure - Griffen Bell
- Vanessa Marcil - Josie Scotto
- Christopher Cousins - Charles Reilly; Nico férje, meghalt

## Epizódlista
A sorozatot 2008. február 7-én kezdték sugározni az NBC televíziós csatornán. Az Egyesült Államokban ekkor mutatták be az első évad első részét. A záróepizód 2009. január 9-én volt látható. Magyarországon a TV2 mutatta be 2009. február 3-án.
Az Entertainment Weekly 2009. március 28-án közölte, hogy a sorozat hivatalosan is véget ért. A döntés várható volt, ugyanis a széria nem hozta a várt nézettséget.

### Első évad
| # | Epizód                                            | Magyar premier    | Amerikai premier  | Időpont     |
| - | ------------------------------------------------- | ----------------- | ----------------- | ----------- |
| 1 | Első fejezet (Pilot)                              | 2009. február 3.  | 2008. február 7.  | Kedd, 22:20 |
| 2 | Második fejezet (Chapter Two: Nothing Sacred)     | 2009. február 10. | 2008. február 12. | Kedd, 22:20 |
| 3 | Harmadik fejezet (Chapter Three: Pink Poison)     | 2009. február 17. | 2009. február 21. | Kedd, 22:20 |
| 4 | Negyedik fejezet (Chapter Four: Bombay Highway)   | 2009. február 24. | 2008. február 28. | Kedd, 22:20 |
| 5 | Ötödik fejezet (Chapter Five: Dressed to Kill)    | 2009. március 3.  | 2008. március 6.  | Kedd, 22:20 |
| 6 | Hatodik fejezet (Chapter Six: Take the High Road) | 2009. március 10. | 2008. március 13. | Kedd, 22:20 |
| 7 | Hetedik fejezet (Chapter Seven: Carpe Threesome)  | 2009. március 17. | 2008. március 20. | Kedd, 22:20 |

### Második évad
| #  | Epizód                                                                          | Magyar premier    | Amerikai premier     | Időpont       |
| -- | ------------------------------------------------------------------------------- | ----------------- | -------------------- | ------------- |
| 8  | Nyolcadik fejezet (Chapter Eight: Pandora's Box)                                | 2009. március 24. | 2008. szeptember 24. | Kedd, 22.40   |
| 9  | Kilencedik fejezet (Chapter Nine: Help!)                                        | 2009. március 31. | 2008. október 1.     | Kedd, 22.40   |
| 10 | Tizedik fejezet (Chapter Ten: Let It Be)                                        | 2009. április 7.  | 2008. október 8.     | Kedd, 22.40   |
| 11 | Tizenegyedik fejezet (Chapter Eleven: The F-Word)                               | 2009. április 14. | 2008. október 22.    | Kedd, 22.40   |
| 12 | Tizenkettedik fejezet (Chapter Twelve: Scary, Scary Night!)                     | 2009. április 21. | 2008. október 29.    | Kedd, 22.40   |
| 13 | Tizenharmadik fejezet (Chapter Thirteen: The Lyin', The Bitch and The Wardrobe) | 2009. április 28. | 2008. október 31.    | Kedd, 22.40   |
| 14 | Tizennegyedik fejezet (Chapter Fourteen: Let the Games Begin)                   | 2009. május 5.    | 2008. november 7.    | Kedd, 22.40   |
| 15 | Tizenötödik fejezet (Chapter Fifteen: The Sisterhood of the Traveling Prada)    | 2009. május 12.   | 2008. november 14.   | Kedd, 21.00   |
| 16 | Tizenhatodik fejezet (Chapter Sixteen: Thanksgiving)                            | 2009. május 19.   | 2008. november 21.   | Kedd, 21.00   |
| 17 | Tizenhetedik fejezet (Chapter Seventeen: Bye, Bye Baby)                         | 2009. május 26.   | 2008. december 5.    | Kedd, 21.00   |
| 18 | Tizennyolcadik fejezet (Chapter Eighteen: Indecent Exposure)                    | 2009. június 5.   | 2008. december 12.   | Péntek, 21.00 |
| 19 | Tizenkilencedik fejezet (Chapter Nineteen: Lovers' Leap)                        | 2009. június 12.  | 2009. január 2.      | Péntek, 21.00 |
| 20 | Huszadik fejezet - Befejező rész (Chapter Twenty: La Vie en Pose)               | 2009. június 19.  | 2009. január 9.      | Péntek, 21.00 |